# George Klein (biologo)
George Klein, nato Klein György (Carpazi, 28 luglio 1925 – Stoccolma, 10 dicembre 2016) è stato un biologo ungherese naturalizzato svedese.
Specializzato in ricerche sul cancro, è stato professore di biologia tumorale presso l'Istituto Karolinska di Stoccolma dal 1957 al 1992, un incarico creato per lui. Da professore emerito ha continuato a lavorare come leader del gruppo di ricerca nel centro di microbiologia e biologia dei tumori. Secondo Nature, il dipartimento che Klein ha fondato è stato "internazionale e influente". Negli anni '60 lui e sua moglie Eva Klein "guidarono la fondazione dell'immunologia tumorale moderna".
Oltre ad avere oltre 1.385 articoli pubblicati sul cancro e sulla ricerca cellulare sperimentale, Klein ha scritto oltre 13 libri in svedese su una vasta gamma di argomenti, tra cui saggi sull'olocausto in Ungheria. Nel 1944 fuggì mentre stava per essere caricato su un treno a Budapest durante la deportazione degli ebrei nel campo di concentramento di Auschwitz.
Tre dei libri di Klein sono stati tradotti in inglese: The Atheist and the Holy City (1990); Pietà (1992), una collezione di saggi su quanto valga la pena vivere, e Live Now (1997). Ha ricevuto numerosi riconoscimenti per il suo lavoro scientifico, incluso il premio Leopold Griffuel nel 1974, il premio Harvey nel 1975 e il premio Alfred P. Sloan nel 1979. Nel 1990 l'Accademia Svedese gli ha conferito il premio Dobloug per il suo contributo alla letteratura.

## Biografia
Klein nacque in una famiglia ebraica nei Carpazi della parte di lingua ungherese di quella che ora è la Slovacchia orientale. Quando aveva cinque anni, la famiglia si trasferì a Budapest, dove frequentò il liceo Berzsenyi.

## Olocausto in Ungheria
Klein scrisse in Pietà e altrove delle sue esperienze durante l'Olocausto da adolescente a Budapest, dopo l'invasione tedesca dell'Ungheria nel marzo 1944. Tra maggio e luglio 1944, 437.000 ebrei ungheresi furono deportati con carri bestiame nel campo di concentramento di Auschwitz, per essere "reinsediati", secondo i tedeschi. Molti furono infatti mandati nelle camere a gas.
A maggio o giugno 1944, Klein stava lavorando come segretario per il Judenrat in via Sip a Budapest, quando gli fu mostrato una copia del rapporto Vrba-Wetzler dal suo capo Zoltán Kohn. Il rapporto era una testimonianza oculare di ciò che stava accadendo ad Auschwitz, compresi i dettagli sulle camere a gas. Gli autori Rudolf Vrba e Alfréd Wetzler erano scappati dal campo nell'aprile di quell'anno. Avvertirono che la maggior parte dei deportati che arrivavano al campo venivano uccisi, non reinsediati.
Klein cercò di mettere in guardia la sua famiglia e i suoi amici, ma nessuno avrebbe ascoltato. Quando arrivò il momento di salire a bordo di uno dei treni, corse invece, e finì per nascondersi in una cantina fino al gennaio del 1945. Decenni dopo, cercò Vrba, allora professore di farmacologia in Canada, per ringraziarlo, e successivamente scrisse su di lui e sulla sua relazione in due saggi: "L'ultima paura del viaggiatore che torna dall'inferno" in Pietà (pubblicato in Svezia nel 1989) e "Confrontando l'Olocausto: racconto di una testimonianza oculare" (2011) in The Auschwitz Reports and the Holocaust in Hungary.

## Trasferimento in Svezia

### Istituto Karolinska

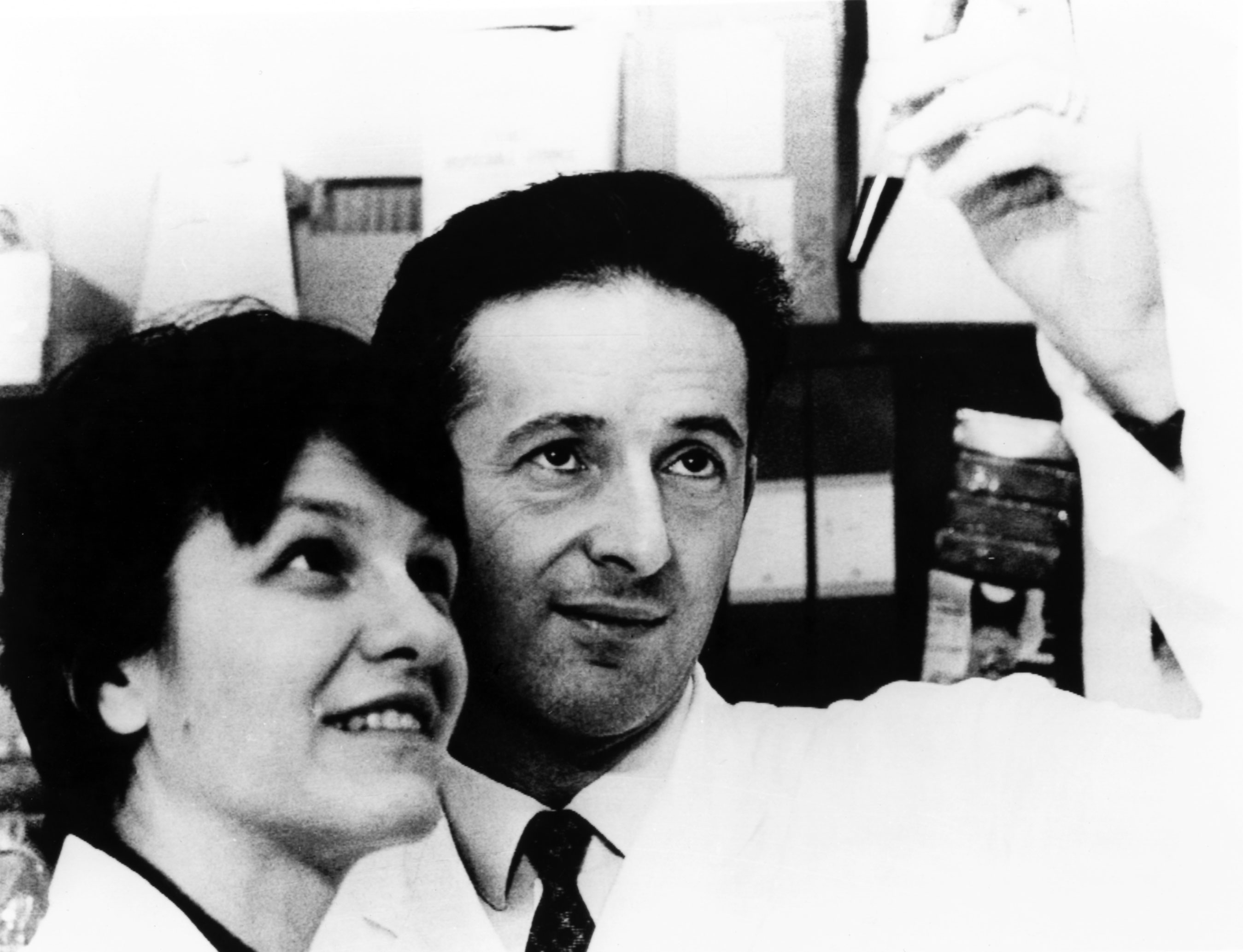
Eva e George Klein nel 1979

Alla fine della guerra Klein e un suo amico si diressero a Szeged, una città a 300 km da Budapest, per scoprire se la sua università funzionava ancora. L'università di Budapest, allora conosciuta come Università Pázmány Péter, fu disertata. Fecero parte della strada in autostop, arrivando a Szeged il 4 febbraio 1945. L'Università di Szeged era ancora funzionante e Klein fu ammesso come studente. Studiò medicina lì per tre mesi prima di continuare i suoi studi a Budapest.
Klein lavorò come istruttore in istologia e patologia dal 1945 al 1947 all'Università Pázmány Péter; mentre lavorava lì, nel luglio 1947, incontrò la sua futura moglie Eva Fischer. Poco dopo averla incontrata, lui e un gruppo di studenti furono invitati da un club studentesco ebreo in Svezia per visitare Stoccolma e Göteborg, dove Klein fu presentato all'Istituto Karolinska. Dopo aver parlato con Torbjörn Caspersson, gli fu offerto un lavoro come assistente di ricerca. Tornò a Budapest nel settembre del 1947 e sposò Eva, che lo raggiunse a Stoccolma nel marzo del 1948, poco prima della nascita della Repubblica Popolare d'Ungheria.
Klein completò la sua laurea magistrale all'Istituto Karolinska nel 1951 e ricoprì la posizione di assistente professore di ricerca sulle cellule dal 1951 al 1957. Eva Klein completò la sua laurea magistrale,sempre presso l'Istituto Karolinska, nel 1955. Nel 1957 Klein fu promosso professore di biologia tumorale, una cattedra creata per lui, e lui e sua moglie crearono il Dipartimento di Biologia Tumorale, con una donazione da un'associazione benefica svedese, la Riksföreningen mot cancer. Klein guidò il dipartimento fino al 1993, dopo di che fu capo del suo gruppo di ricerca.

### Ricerca sul cancro
Nel 1960 i Klein pubblicarono un importante articolo sulla ricerca sul cancro, "Dimostrazione della resistenza contro i sarcomi indotti da metilcholantriene nell'ospite autoctono primario". Il documento mostrava, come scrisse Pramod K. Srivastava, "che i tumori potevano suscitare immunità protettiva contro se stessi in host singenici e che tale immunità era specifica per il singolo tumore". Secondo il necrologio di Klein in Nature, i ricercatori ritenevano che i cancri portassero "un comune antigene che il sistema immunitario era in grado di conoscere. I Klein e i loro colleghi usarono un chimico carcinogeno per indurre il tumore nei topi, rimosso chirurgicamente e immunizzato gli animali con cellule irradiate dai loro stessi tumori. Successivamente, il gruppo inoculò topi con cellule tumorali vitali e dimostrò che il sistema immunitario rifiuterebbe solo le cellule cancerose se provenissero dal tumore originale. Questo chiarì il campo: il sistema immunitario poteva riconoscere e rifiutare i cancri, in un modo che era specifico per ogni individuo."
Klein in seguito creò una connessione tra il virus Epstein-Barr e i linfomi e altri tumori. Fu responsabile, assieme a Henry Harris, per aver stabilito il "fenomeno della soppressione tumorale usando la tecnica dell'ibridazione delle cellule somatiche".

## Vita privata
George ed Eva Klein hanno avuto tre figli: un figlio matematico e due figlie, un medico e una drammaturga. La coppia ha descritto l'inizio della loro carriera e come si sono incontrati in un articolo che hanno scritto insieme nel 1989 intitolato "How One Thing has Led to Another". Klein morì il 20 dicembre 2016 all'età di 91 anni.

## Onorificenze e premi
Klein ha ricevuto numerosi premi e dottorati onorari per la sua ricerca e contributi letterari. Nel novembre 2003 la Sveriges Television ha trasmesso un documentario su di lui, Georg Klein, diretto da Ulf von Strauss. I suoi premi includono:
- (1974) Premio Leopold Griffuel
- (1975) Premio Harvey
- (1979) Premio Alfred P. Sloan Jr.
- (1990) Premio Dobloug
- (1996) Premio Kaposi, 1996
- (1997) Premio Chester Stock, Memorial Sloan Kettering Cancer Center
- (1998) Orden Nacional al Mérito de la República de Colombia

- (1998) Medaglia d'oro Robert Koch
- (1998) Premio alla carriera dell'Istituto di Virologia umana
- (1999) Premio della Fondazione Brupbacher, Zurigo
- (2002) Premio Ingemar Hedenius
- (2010) Premio reale dell'Accademia svedese
- (2015) Premio Gerard Bonnier[1]

## Opere selezionate
Klein ha pubblicato più di 1385 articoli e 13 libri, tra cui:

### Libri
- Klein, George (2015). Resistens. Tankar om motstånd. Stockholm: Albert Bonniers Förlag. ISBN 978-91-0-015372-4
- Klein, George (2011). Jag återvänder aldrig. Essäer i Förintelsens skugga. Stockholm: Albert Bonniers Förlag. ISBN 978-91-0-012583-7
- Klein, George (2006). Meteorer : tre lysande särlingar. Stockholm: Albert Bonniers Förlag. ISBN 978-91-0-012108-2
- Klein, George (2001). Så jag kan svara döden, när den kommer : essäer. Stockholm: Albert Bonniers Förlag. ISBN 91-0-057494-5
- Klein, George (2001). Vak akarat es önozö dns. Budapest: Magvetö. ISBN 963-14-2216-X
- Klein, George (1998). Korpens blick : essäer om vetenskap och moral. Stockholm: Albert Bonniers Förlag. ISBN 91-0-056644-6
- Klein, George (1997). Live Now: Inspiring Accounts of Overcoming Adversity. Prometheus Books. First published as Utvägen.
- Klein, George (1995). Den sjunde djävulen. Stockholm: Albert Bonniers Förlag. ISBN 91-0-056021-9
- Klein, George and Ahlmark, Per (1991). Motståndet: Arton brev om död och liv. Stockholm: Albert Bonniers Förlag.
- Klein, George (1990). Om kreativitet och flow. Stockholm: Brombergs.
- Klein, George and Gyllensten, Lars (1991). Hack i häl på Minerva. Stockholm: Albert Bonniers Förlag.
- Klein, George (1992) [1989]. Pietà. MIT Press.
- Klein, George (1992) [1987]. The Atheist and the Holy City: Encounters and Reflections. MIT Press. First published as Ateisten och den heliga staden: möten och tankar.
- Klein, George (2014) [1984]. I stället för hemland: memoarer ("In Place of a Homeland"). Stockholm: Albert Bonniers Förlag. ISBN 91-0-047466-5

### Pubblicazioni, capitoli di libri
- Klein, George (2011). "Confronting the Holocaust: An Eyewitness Account", in Randolph L. Braham and William vanden Heuvel (eds.). The Auschwitz Reports and the Holocaust in Hungary. New York: Columbia University Press, pp. 255–283.
- Klein, George (2008). "Reversion of tumorigenicity in an EBV-converted Burkitt's lymphoma line", in Gregory R. Bock and Joan Marsh (eds.). Genetic Analysis of Tumour Suppression. New York: John Wiley & Sons.
- Klein, George; Klein, Eva (16 May 1985). "Evolution of tumours and the impact of molecular oncology". Nature. 315, pp. 190–195. DOI: 10.1038/315190a0
- Zur Hausen, Harald; Schulte-Holthausen, Heinrich; Klein, George, et al. (12 December 1970). "Epstein–Barr virus in Burkitt's lymphoma and nasopharyngeal carcinoma: EBV DNA in biopsies of Burkitt tumours and anaplastic carcinomas of the nasopharynx". Nature. 228, pp. 1056–1058. DOI: 10.1038/2281056a0
- Sjögren, Hans Olof; Hellström; Ingegerd and Klein, George (April 1961). "Transplantation of Polyoma Virus-induced Tumors in Mice". Cancer Research. 21(3), pp. 329–337.
- Klein, George; Sjögren, Hans Olof; Klein, Eva and Hellström, Karl Erik (December 1960). "Demonstration of Resistance against Methylcholanthrene-induced Sarcomas in the Primary Autochthonous Host". Cancer Research. 20(11), pp. 1561–1572.